# Žanka Stokić
Žanka Stokić, en serbe cyrillique Жанка Стокић (née le 24 janvier 1887 à Rabrovo, près de Zaječar - morte le 21 juillet 1947 à Belgrade), était une actrice serbe. Elle est souvent considérée comme la meilleure actrice de théâtre serbe de tous les temps[réf. nécessaire].

## Biographie

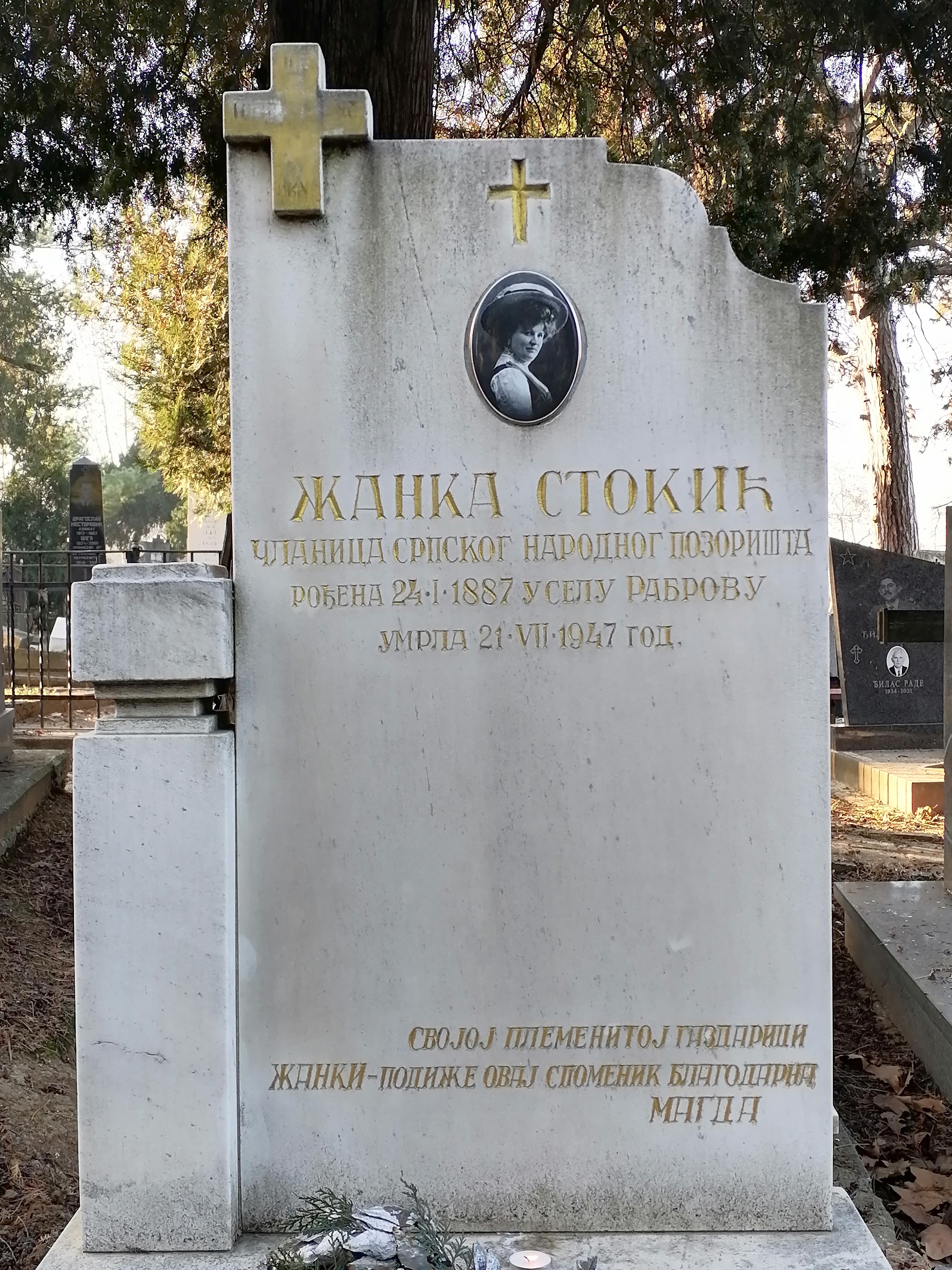

Žanka Stokić, née Živana Stokić, s'installa à Belgrade en 1911 et devint membre de la troupe du Théâtre national. Elle joua le rôle de Toinette dans Le Malade imaginaire et celui de Dorine dans Tartuffe. Mais elle se fit surtout remarquer dans des pièces de Branislav Nušić : elle fut Sarkau dans La famille privée (Ожалошћена Породица / Ožalošćena Porodica), Juliška dans Le Voyage autour du monde (Пут око света / Put oko sveta) et Živka dans L'Épouse du ministre du conseil (Госпођа Министарка / Gospođa Ministarka).
En 1927, Žanka Stokić tourna dans Le Pécheur sans péché (Грешница без греха / Grešnica bez greha), un film muet de Kosta Novaković.
Après la Seconde Guerre mondiale, accusée de collaboration, elle fut jugée et emprisonnée par le régime communiste pour avoir joué pendant l'occupation nazie. L'actrice Mira Stupica et son mari Bojan Stupica, qui étaient de grands admirateurs de Žanka Stokić réussirent à convaincre les autorités de l'autoriser de nouveau à jouer. Mais Žanka Stokić mourut avant de remonter sur scène.

## Postérité
En 1991, le réalisateur serbe Sava Mrmak a tourné Smrt gospođe Ministarke (« La Mort de l'épouse du ministre du conseil », un téléfilm inspiré de la vie de Žanka Stokić, avec Svetlana Bojković dans le rôle de l'actrice.
En 2002, Mira Stupica créa le prix Žanka Stokić. Destiné à récompenser une actrice reconnue comme la meilleure de l'année, ce prix a été attribué pour la première fois en 2003. Svetlana Bojković en fut la première récipiendaire.

## Compléments